# ヘッダール・スターヴ教会
ヘッダール・スターヴ教会（Heddal stave church , Heddal stavkirke)）は、ノルウェーのテレマルク県、ノトデン市郊外のヘッダール村に現存する、同国最大級のスターヴ教会（樽板教会）である。

## 概要
ヘッダール・スターヴ教会は3重の身廊を持つ大型のスターヴ教会で、13世紀前半から中頃に建築された。様式的には、同国のボルグンド・スターヴ教会などに類似する。保存状態が良くなかったため、1849年から1851年に掛けて保存修復工事が行われたが、この工事もあまり質の良いものではなく、1950年代に再度、修復工事が行われている。教会の内装は、1950年代の修復保存工事の影響もあり、16世紀の宗教改革以後の特徴の見られるものとなっている。

## 伝説
ヘッダール・スターヴ教会には、この教会がわずか三日間で建てられたという伝説がある。
ヘッダール村に住む5人の農夫 (Raud Rygi, Stebbe Straand, Kjeik Sem, Grut Grene, Vrang Stivi)が、この地に教会を建てようとしていた。
ある日、5人の農夫の1人 (Raud Rygi）が不思議な妖怪に出会った。この妖怪は教会を建てる事が得意で、農夫達の代わりに教会を建ててくれると言うのだが、その代わりに3つの"条件"を出してきた。そして、教会が完成した暁には、3つの内どれかひとつの条件を選んで、農夫に実行してもらうとの事だった。
その三つの条件とは
- 太陽と月を空から取ってくる事。
- 農夫が命を差し出す事。
- 妖怪の名前を当てる事。

というものだった。
農夫は、3つ目の条件ならなんとかなるだろうと考え、妖怪に教会の建設を頼んだ。
しかし、妖怪が作業を始めると、最初の一日で必要な材料が全て集まり、二日目にはもう教会の尖塔が建っていた。このままでは、三日目にはもう、教会は完成してしまいそうであった。
農夫は困り果てて、何とか妖怪の名前のヒントでも探そうと、近くの野原を歩き回っていた。彼は歩き回り、"Svintruberget"と呼ばれる教会の南東の岩場に差し掛かったところ、どこからか不思議な、そしてとても綺麗な女性の歌声が聞こえてきた。それは、子供をあやす母親の歌で、
「明日になれば、フィンが月、太陽、そして人間の心臓を持ってきてくれますよ。」
と歌っていた。
これを聞いた農夫は、教会を建てている妖怪が山に住む妖精のトロールであり、フィンという名前であるとわかった。
翌日、妖怪は農夫の元を訪れ、二人は連れ立って出来上がった教会を見に行った。
農夫は教会の柱の一つに近づいて様子を見、こう言った。
「おい、フィン！この柱はちょっと曲がってるぞ！」
妖怪は名前を当てられたことを悔しがって、教会から去っていった。
農夫はこうして、わずか三日で壮大なスターヴ教会を手に入れたのであった。
名前を当てられたトロールのフィンは、出来上がった教会の鐘の音を聞くことなく、家族を連れて、別の地に移っていった。